# Order of the Bath

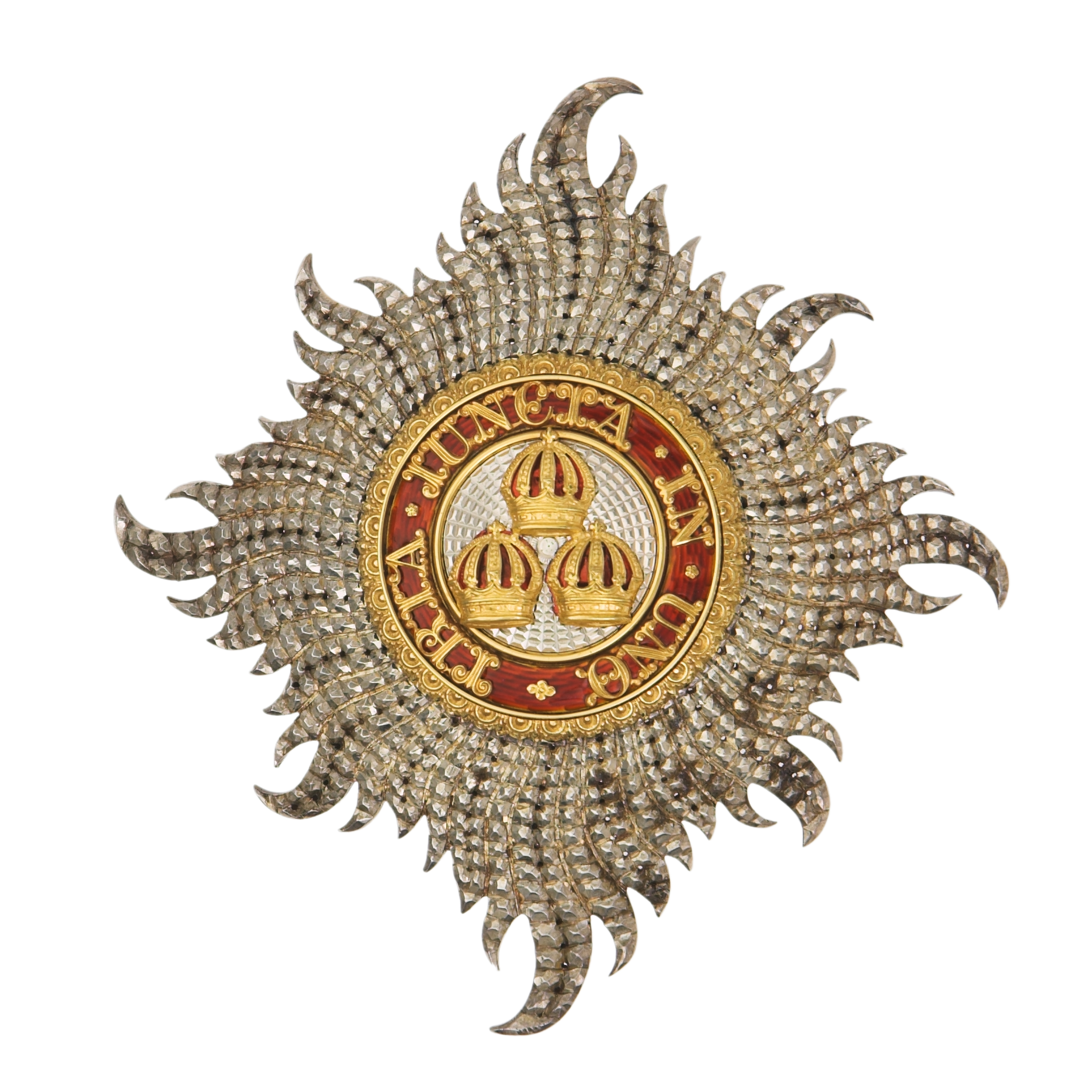
Bruststern des Knight Grand Cross, verliehen an Václav Havel

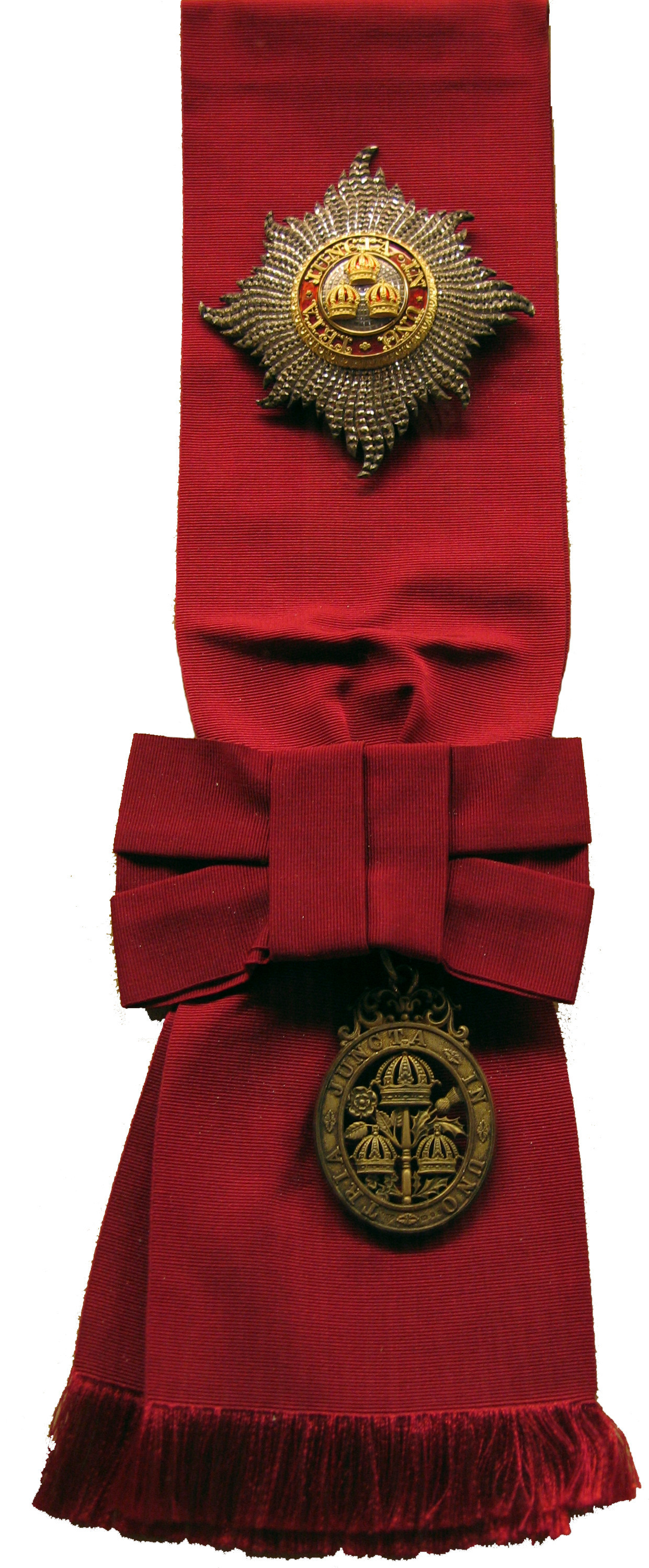
Schulterband und Bruststern des Knight Grand Cross der zivilen Abteilung

The Most Honourable Order of the Bath (deutsch Höchst Ehrenvoller Orden vom Bade, kurz Bathorden) ist ein britischer staatlicher Ritterorden, der 1725 von König Georg I. gestiftet wurde und mit dem heute in erster Linie hohe militärische und zivile Beamte ausgezeichnet werden.

## Ordensklassen
Ursprünglich hatte der Orden nur eine Klasse, die des Knight Companion (KB).
Ab 1815 wurde die Klasse des Knight Companion aufgehoben und drei Ordensklassen in zwei Abteilungen eingeführt, die bisherigen Knights Companion wurde in die Klasse der Knights Grand Cross überführt. Für die Anzahl der Mitglieder bestehen zahlenmäßige Begrenzungen. Heute umfasst der Orden maximal 2.400 Mitglieder, aufgeteilt auf:
1. Knight Grand Cross oder Dame Grand Cross (GCB): 120 Mitglieder
2. Knight Commander (KCB) oder Dame Commander (DCB): 355 Mitglieder
3. Companion (CB): 1.925 Mitglieder

Bei Vorliegen besonderer Umstände kann der Monarch weitere Mitglieder jeder Klasse ernennen, allerdings nur auf Empfehlung der Regierung.
Die Gesamtheit der Ordensmitglieder ist in eine zivile und in eine militärische Abteilung (Civil Division und Military Division) gegliedert, wobei sich die Insignien der Military Division bei allen Abstufungen des Order of the Bath von denen der Civil Division unterscheiden.
Daneben verfügt der Orden über eine Reihe von Ämtern: Souverän des Order of the Bath ist der jeweilige britische Monarch, zurzeit also König Charles III. Dem Souverän zur Seite steht ein Ordensgroßmeister (Great Master), seit dem 23. April 2024 ist dies William, Prince of Wales. Innerhalb des Ordens gibt es sechs Verwaltungsämter (offices): Dekan, Herold, Registrar und Sekretär, stellvertretender Sekretär, Genealoge (Thomas Woodcock) und Ordensdiener (Gentleman Usher). Das Amt des Dekans eines britischen Ritterordens hat traditionell der Hauptgeistliche der jeweiligen Ordenskapelle inne, beim Order of the Bath ist dies der Dekan von Westminster, zurzeit David Hoyle. Der Herold führt die Bezeichnung Bath King of Arms; er ist jedoch kein Mitglied des College of Arms. Der Ordensdiener des Order of the Bath wird als Gentleman Usher of the Scarlet Rod bezeichnet. Anders als der Ordensdiener des Hosenbandordens (der Gentleman Usher of the Black Rod) hat er keine Aufgaben im House of Lords.
Ordenstag ist der 20. Oktober. Die Ordensdevise Tria juncta in uno (Drei vereint in Einem) steht für die drei Reichsteile England, Schottland und Irland. In der Rangfolge der Orden und Ehrenzeichen des Vereinigten Königreichs steht er formal an vierter Stelle der Ritterorden und ist faktisch die fünfthöchste Auszeichnung nach dem Victoria-Kreuz, dem Georgs-Kreuz, dem Hosenbandorden, dem Distelorden und dem Order of Merit.

## Verleihung
Wie die meisten anderen Orden und Ehrenzeichen des Vereinigten Königreichs wird der Order of the Bath vom Monarchen aufgrund einer Nominierung durch den Premierminister vergeben. Die weitaus meisten Vorschläge werden dabei über das Verteidigungs- sowie das Innenministerium eingereicht. Für die Auszeichnung von Ausländern einschließlich ausländischer Diplomaten sind das britische Außenministerium beziehungsweise die diplomatischen Vertretungen des Vereinigten Königreichs zuständig, die die Empfehlung an das Büro des Premierministers weiterleiten.
Mit der Aufnahme in den Order of the Bath werden in erster Linie hohe Soldaten und Beamte ausgezeichnet. Dies zeigt sich auch an der zahlenmäßigen Begrenzung für die Anzahl der Ordensmitglieder. Als Knight Grand Cross können nur Militärpersonen, die mindestens den Rang eines Major General des Heeres, Air Vice Marshal der Royal Air Force oder Rear Admiral der Royal Navy innehaben, sowie Zivilisten in Spitzenpositionen besonders im öffentlichen Dienst und im diplomatischen Bereich ausgezeichnet werden. Zum Knight Commander werden nur Militärpersonen, die mindestens den Rang eines Colonel des Heeres, Group Captain der Royal Air Force oder Captain der Marine innehaben, sowie zivile Beamte in vergleichbaren Positionen ernannt. Companions sind entweder Major/Lieutenant Colonel des Heeres, Squadron Leader/Wing Commander der Air Force, Lieutenant Commander/Commander der Navy oder leitende Beamte der britischen Staatsverwaltung.
Der Orden ist auch derjenige, der im diplomatisch-protokollarischen Zeremoniell bei Staatsbesuchen an ausländische Staatsoberhäupter verliehen wird. Insofern kamen auch Personen in den Genuss des Order of the Bath, die für Bereicherung im Amt bekannt sind (wie Jacob Zuma), die Diktatoren waren (wie Porfirio Díaz, Josip Broz Tito und Mobutu Sese Seko) oder denen die Verletzung von Menschenrechten vorgeworfen wird (wie Mohammad Reza Pahlavi, General Suharto, Kenan Evren oder Abdullah ibn Abd al-Aziz).

## Geschichtlicher Bezug auf die Knights of the Bath

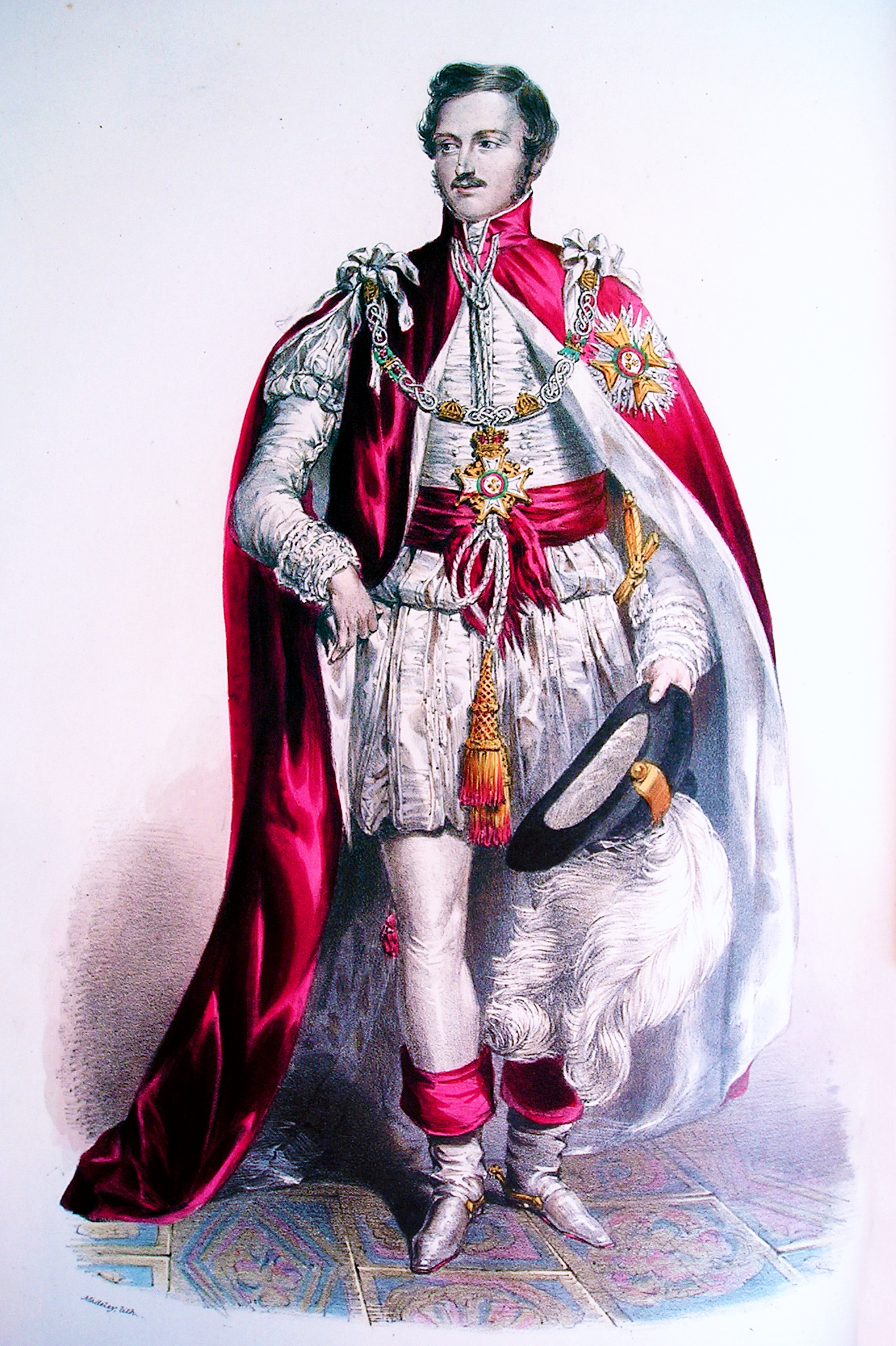
Prince Albert in Ordenskleidung als Knight Grand Cross, um 1842.

Der Orden bezieht sich auf die mittelalterlichen Knights of the Bath. Seit dem 12. Jahrhundert bildete sich die Initiationszeremonie heraus, vor dem eigentlichen Ritterschlag zum Zeichen der rituellen Reinigung ein Bad zu nehmen und eine Nachtwache zu halten. Mit dieser besonderen Zeremonie wurden, meist zu besonderen Anlässen wie am Vorabend von Krönungen, Einsetzungen der Thronfolger zum Prince of Wales oder vor königlichen Hochzeiten, junge Adlige zum Knight of the Bath geschlagen. Dieser gemeinsame Ritterschlag gab den so Ausgezeichneten einen Vorrang gegenüber einem Knight Bachelor, begründete aber im Gegensatz zum Hosenbandorden keine gemeinsame Ordensgemeinschaft. Letztmals fand die Zeremonie 1661 vor der Krönung von Karl II. statt.
Am 25. Mai 1725 stiftete König Georg I. den Order of the Bath, wobei er sich ausdrücklich auf die Tradition der Knights of the Bath berief. Für den neuen Verdienstorden erließ der König ausführliche Statuten. Eine Erweiterung der Statuten führte zusätzliche Ritter ein, worauf die Statuten am 2. Januar 1815 abermals modifiziert wurden und der Orden seine heute gültige Einteilung in drei Ordensstufen und zwei Abteilungen für militärische bzw. für zivile Leistungen erhielt. Die Höchstanzahl der Knights Grand Cross betrug damals 72 Militärs (im Rang eines Major-General bzw. Rear-Admiral oder darüber) und 12 Zivilisten, die Höchstanzahl der Knights Commander betrug 180 Militärs (im Rang eines Lieutenant-Colonel bzw. Post-Captain oder darüber), während zu Companions alle anderen Offiziere der britischen Streitkräfte ernannt werden konnten. Am 14. April 1847 wurden für die Stufen der Knights Commander und Companions ebenfalls zivile Abteilungen hinzugefügt. Am 31. Januar 1859 erhielt der Orden von Königin Victoria neue Statuten, in denen u. a. die Anzahl der Ordensmitglieder der verschiedenen Klassen neu festgesetzt wurde.
Bis 1971 konnte der Orden nicht an Frauen verliehen werden. Im Jahre 1975 wurde die höchste Ordensklasse (Dame Grand Cross) erstmals an eine Frau, nämlich an Alice, Duchess of Gloucester, eine Tante von Königin Elisabeth II., verliehen.

## Insignien und Ordenskleidung

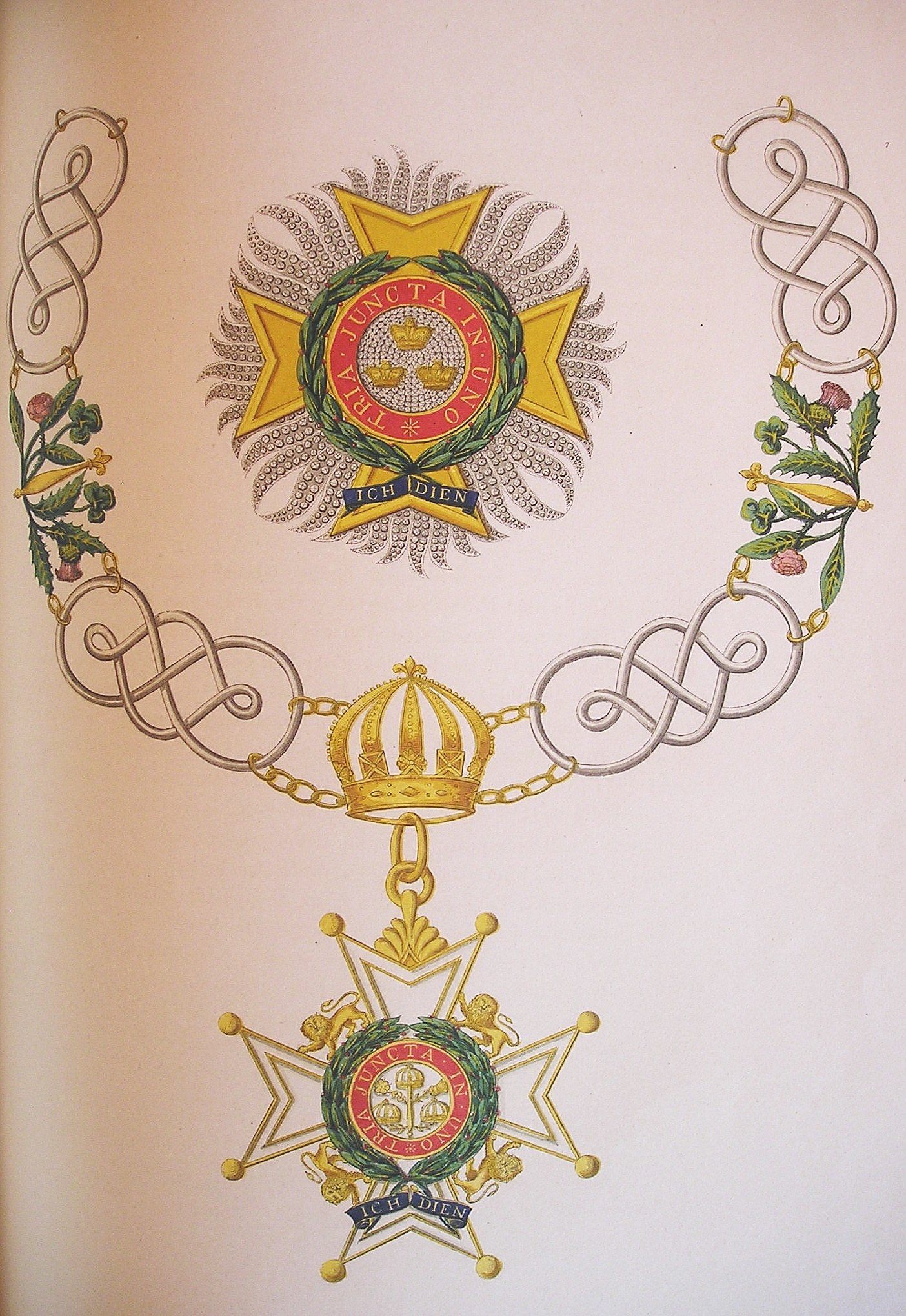
Insignien des Knight Grand Cross der militärischen Abteilung

Die Knights Companion vor 1815 trugen das Ordenszeichen, ein goldenes, blau emailliertes Schild mit drei goldenen Kronen, in rot umgeben mit der Ordensdevise TRIA JUNCTA IN UNO (Drei vereint in Einem), am karmesinroten Band von der rechten Schulter zur linken Hüfte, und einen achteckigen Bruststern mit dem Ordenszeichen. Eine ähnliche Dekoration tragen seit 1815 die  Knights/Dames Grand Cross der zivilen Abteilung.

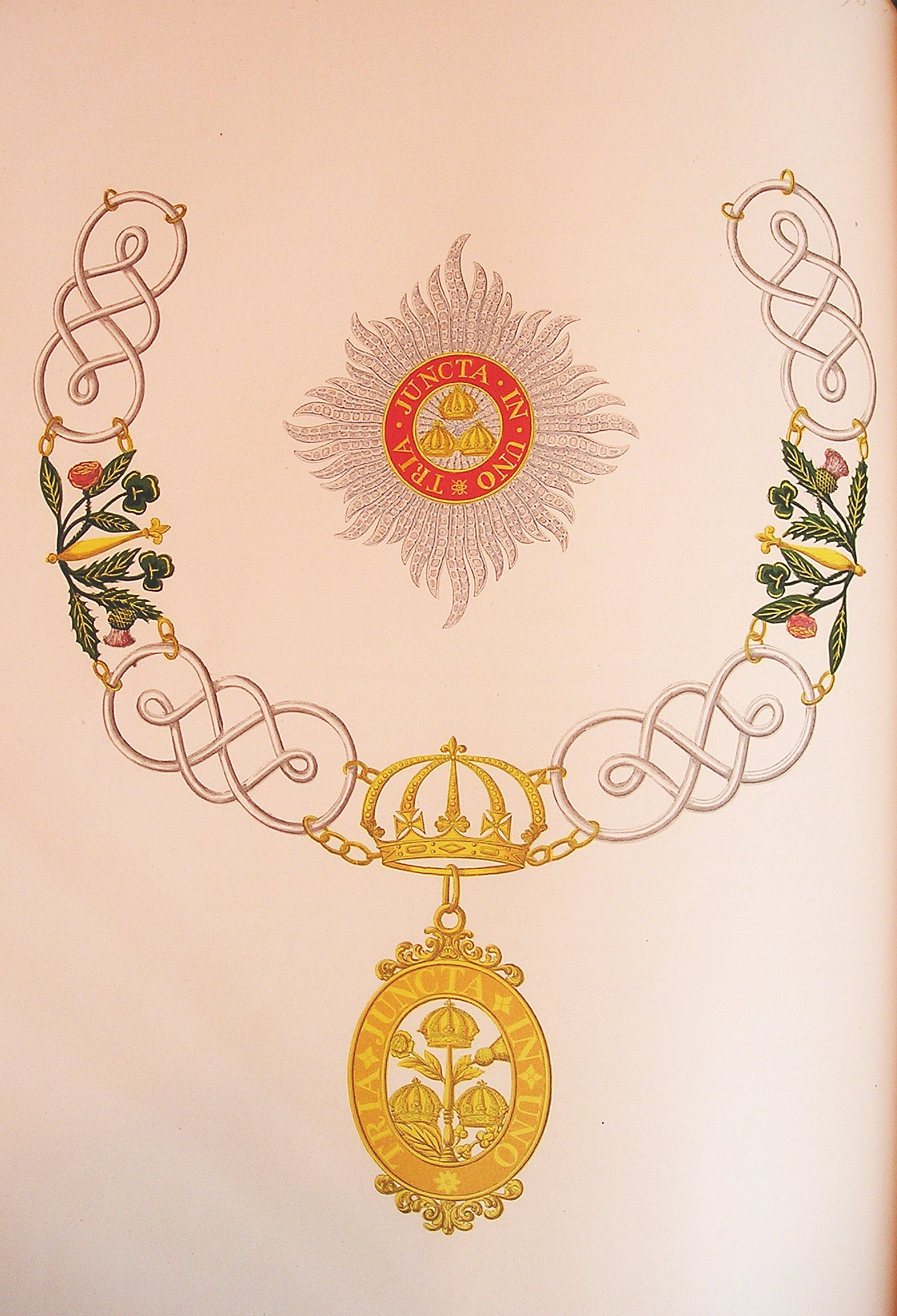
Insignien des Knight Grand Cross der zivilen Abteilung

Das Ordenszeichen wird von männlichen Companions meist als Halsorden (seltener im Knopfloch oder an der Ordensschnalle) getragen, Frauen tragen es an der Damenschleife. Knights Commander tragen das Insigne ebenfalls um den Hals, Dames Commander an der Damenschleife, wobei zu dieser Stufe jeweils noch ein Bruststern gehört. Knights Grand Cross tragen das Insigne als Hüftdekoration am Schulterband, wozu ebenfalls ein Bruststern gehört.
Das Band des Ordens ist karmesinrot. Das Ordenszeichen der zivilen Abteilung besteht aus einem goldenen Oval, darauf das Zepter, die drei Kronen nebst Rose, Distel und Klee, umgeben von dem  lateinischen Motto des Ordens TRIA JUNCTA IN UNO. Das Ordenszeichen der militärischen Abteilung besteht aus einem goldenen Malteserkreuz mit acht Spitzen, im Mittel auf weißer Emaille die drei Kronen zwischen Rose, Distel und Klee mit zwei roten Umkreisen, darauf TRIA JUNCTA IN UNO, zwei Lorbeerkränzen und darunter dem in deutscher Sprache verfassten Motto ICH DIEN. Das Aussehen des Ordenszeichens ist für alle Stufen des Ordens identisch, allerdings sind die Insignien der Knights Grand Cross etwas größer ausgeführt. Der Bruststern für Knights Grand Cross der zivilen Abteilung besteht aus einem Mittelschild mit drei goldenen Kronen, umgeben von einem Reif in roter Emaille mit dem Motto und einem Lorbeerkranz, welcher auf einem vierarmigen silbernen Stern liegt, aus dessen Winkeln Flammen hervorgehen. Der Bruststern für Knights Grand Cross der militärischen Abteilung besteht aus einem goldenen Malteserkreuz mit silbernen Flammen und dem Mittelschild wie zuvor beschrieben, darunter jedoch noch ein Band mit dem Motto ICH DIEN. Der Bruststern für Knights Commander ist silbern in der Form eines Kreuzes, die Ausführung des Mittelschildes wie oben.
Zu besonders feierlichen Anlässen tragen die Inhaber des Großkreuzes das Ordenszeichen an einer goldenen Halskette (Collane), die aus neun Kronen und acht goldenen Zeptern mit Rosen, Disteln und Klee gebildet wird, die durch 17 Knoten miteinander verbunden sind.
Das Ordenskleid besteht in einem karmesinroten Atlasmantel mit dem Stern in Stickerei, dazu Oberrock, Unterkleid und Mütze. Ritter trugen im 18. Jahrhundert historisierende Kostüme des 17. Jahrhunderts. Heute wird der Ordensmantel über Uniform oder Anzug getragen.

## Hierarchie und Privilegien

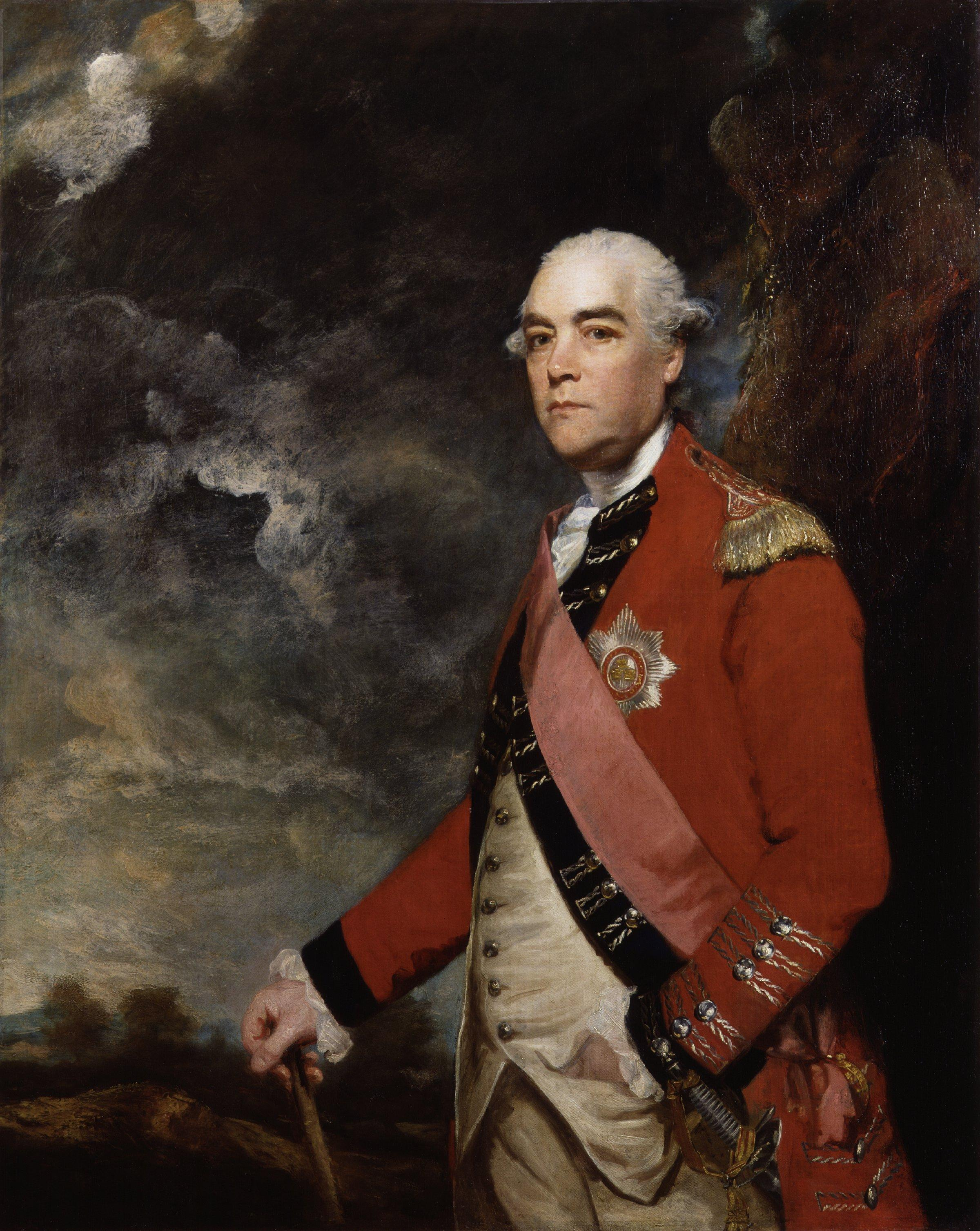
Sir William Fawcett, KB

Reguläres Mitglied des Order of the Bath können nur Bürger des Vereinigten Königreichs oder von Commonwealth-Staaten werden. Bürger anderer Staaten können allerdings zu Ehrenmitgliedern ernannt werden. Knights und Dames Grand Cross führen als Namenszusatz die Buchstaben GCB; Knights Commander und Dames Commander die Buchstaben KCB bzw. DCB; Companions die Buchstaben CB (sog. post-nominals).
Die Mitglieder des Ordens erhalten eine Position in der Protokollarischen Rangordnung im Vereinigten Königreich (Order of Precedence), einer Rangliste, in der die eingetragenen Personen nach ihrer nominellen Bedeutung eingeordnet sind und die bei zeremoniellen Ereignissen eine wichtige Rolle spielt. Ehefrauen männlicher Mitglieder werden dort ebenfalls aufgenommen; ebenso Söhne, Töchter und Schwiegertöchter von Knights Grand Cross und Knights Commander. Verwandte eines weiblichen Mitglieds erhalten demgegenüber keine Einordnung in die Liste.
Durch die Verleihung der obersten beiden Stufen des Order of the Bath können Bürger des Vereinigten Königreiches sowie Bürger jener Commonwealth-Staaten, die den britischen Monarchen als ihr Staatsoberhaupt anerkennen (Commonwealth Realms), in den Adelsstand erhoben werden. Die Knights Grand Cross und die Knights Commander werden anlässlich der Ordensverleihung (investiture) durch den Monarchen zum Ritter (Knight) geschlagen und führen danach den Titel Sir vor ihrem Vornamen. Dames Grand Cross und Dames Commander erhalten zwar keinen Ritterschlag, gelten aber ebenfalls als geadelt und führen den Titel Dame. Wie die Ehefrauen aller britischen Knights dürfen auch die Ehefrauen von Knights Grand Cross und Knights Commander des Order of the Bath den Zusatz Lady als Höflichkeitstitel vor ihrem Namen führen; ein vergleichbares Privileg besteht für die Ehemänner der Dames Grand Cross und Dames Commander nicht.
Anglikanische Geistliche erhalten die Ritterwürde (knighthood) nicht, ebenso wenig wie die ausländischen Mitglieder des Order of the Bath. Wer nicht Bürger des Vereinigten Königreiches oder eines Commonwealth Realms ist, für den besteht die Mitgliedschaft im Orden ehrenhalber.
Knights und Dames Grand Cross sind befugt, in ihr Wappen Schildhalter aufzunehmen. Sie dürfen außerdem einen Reif, der den Wahlspruch des Ordens zeigt, und eine Abbildung der Collane in ihr Wappen aufnehmen, Knights and Dames Commander und Companions nur den Reif, nicht jedoch die Collane.

## Großmeister
Der Orden hatte bis heute zehn Großmeister, von denen neun aus der königlichen Familie stammten.
1. 1725–1749: John Montagu, 2. Duke of Montagu
  - 1749–1767: vakant
2. 1767–1827: Frederick, Duke of York and Albany
3. 1827–1830: William, Duke of Clarence and St Andrews
  - 1830–1837: vakant
4. 1837–1843: Augustus Frederick, 1. Duke of Sussex
5. 1843–1861: Albert, Prince Consort
  - 1861–1897: vakant
6. 1897–1901: Albert Edward, Prince of Wales
7. 1901–1942: Arthur, 1. Duke of Connaught and Strathearn
8. 1942–1974: Henry, 1. Duke of Gloucester
9. 1974–2022: Charles, Prince of Wales
  - 2022–2024: vakant
10. seit 2024: William, Prince of Wales[5]

## Kapelle

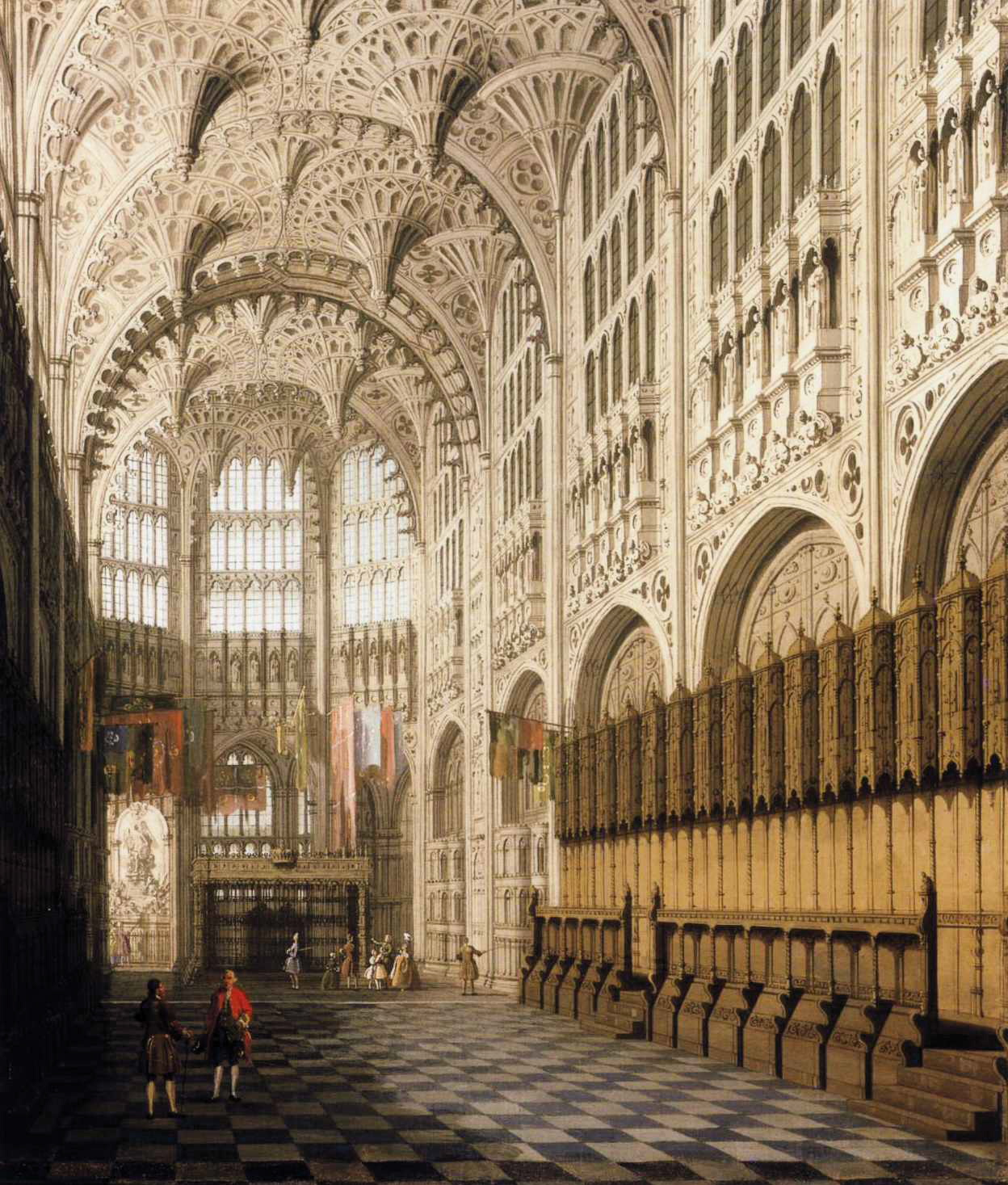
Giovanni Antonio Canal: The Interior of Henry VII’s Chapel in Westminster Abbey (um 1750)

Die Kapelle des Ordens ist die Lady Chapel Heinrichs VII. in der Westminster Abbey in London. In der Regel findet alle vier Jahre eine Einführungszeremonie mit Gottesdienst statt, zuletzt am 24. Mai 2022. Jedes zweite Mal, also alle acht Jahre, ist der Monarch anwesend.
Der Monarch und die Knights und Dames Grand Cross haben ihre Plätze im Chorgestühl der Kapelle, wobei über jedem Ordensmitglied seine jeweiligen heraldischen Zeichen angebracht sind: Jedes Ordensmitglied zeigt seinen Helm, umgeben von der Helmdecke und überragt von der Helmzier. Darüber hängt sein heraldisches Banner. Nach englischem Wappenrecht zeigen die Wappen anderer Frauen als der Monarchin keine Helme und Helmzier; stattdessen wird ein Diadem entsprechend dem Rang der Dame verwendet. Auf der Rückseite des Chorstuhls sind Messingplatten angebracht, auf denen der Name des Ordensmitglieds, sein Wappen und das Datum der Aufnahme in den Orden zu sehen sind. Stirbt ein Ordensmitglied, werden Banner, Helm, Helmdecke und Helmzier entfernt; die Platte jedoch bleibt weiter am Gestühl befestigt. Die Platten bilden heute eine farbenfrohe Zierde der Bestuhlung und eine interessante Übersicht über die Mitglieder des Ordens.
Da der Platz im Chorgestühl der Lady Chapel selbst für die Knights und Dames Grand Cross des Order of the Bath nicht ausreicht, können immer nur die dienstältesten Ritter (d. h. deren Ernennung zum Knight oder Dame Grand Cross am längsten zurückliegt) einen eigenen Sitz mit Banner erhalten. Stirbt ein Ordensmitglied, rückt das nächste platzlose Mitglied nach. Dies kann aber längere Zeit dauern. So wurde etwa Lord Craig of Radley 1984 in den Orden aufgenommen, erhielt aber erst 2006 einen Platz im Chorgestühl zugewiesen.

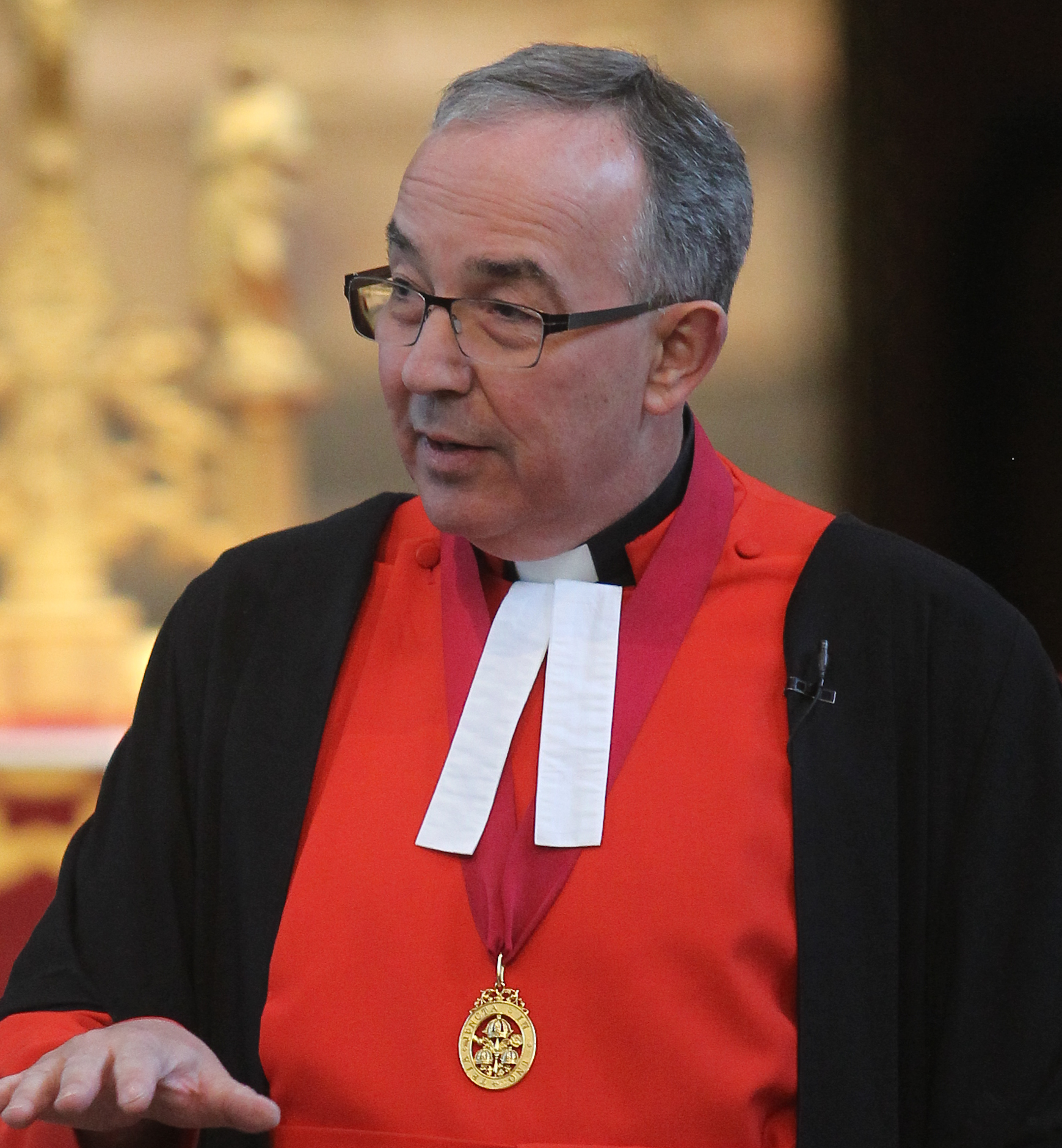
Der damalige Dekan von Westminster John Robert Hall mit dem Ordenszeichen (2015)

Der jeweilige Dekan von Westminster ist zugleich Dekan des Ordenskapitels und trägt daher das Ordenszeichen zur Amtskleidung. Derzeit ist dies David Hoyle.